# National Highway 35
National Highway 35 (NH 35) ist eine Hauptfernstraße im Bundesstaat Westbengalen im Nordosten des Staates Indien mit einer Länge von 61 Kilometern. Sie beginnt in Barasat nördlich der Hauptstadt des Bundesstaats Kolkata am NH 34 und führt zur Grenze mit Bangladesch bei Petrapole.